# Fechtergütl
Das Wohnhaus Fechtergütl ist ein zweigeschossiger giebelständiger Satteldachbau in der Brauhausstraße 15 der Stadt Merkendorf im Fränkischen Seenland (Mittelfranken) und steht unter Denkmalschutz.

## Bau
Das Gebäude wurde im 17. Jahrhundert errichtet. In Obergeschoss und Giebel weist es Fachwerk aus dem 18. / 19. Jahrhundert auf.